# USS Cythera (PY-26)
USS Cythera (SP-575, PY-26) − amerykański jacht patrolowy, zbudowany w 1906 roku jako jednostka cywilna, zarekwirowany przez US Navy w 1917 roku i wykorzystywany w działaniach I wojny światowej. Po zakończeniu wojny zwrócony właścicielom, został ponownie zmilitaryzowany po przystąpieniu Stanów Zjednoczonych do II wojny światowej. Używany do zadań eskortowych, został zatopiony przez niemieckiego U-Boota 2 maja 1942 roku wraz z niemal całą załogą.

## Historia
W 1906 roku szkocka stocznia Ramage and Ferguson Ltd. w Leith zbudowała na zamówienie amerykańskiego finansisty Charlesa W. Harknessa jacht, który podczas wodowania 20 września otrzymał nazwę „Agawa”. Po śmierci pierwszego właściciela w 1916 roku jednostka przeszła w ręce jego przyrodniego brata Williama L. Harknessa, który zmienił jej nazwę na „Cythera”, od starożytnej nazwy wyspy Kíthira w archipelagu Wysp Jońskich. Po przystąpieniu Stanów Zjednoczonych do I wojny światowej jacht został przejęty przez US Navy. Banderę wojenną podniesiono na nim 20 października 1917 roku, a dowódcą został Lieutenant commander (odpowiednik komandora podporucznika) W. G. Roper. Jacht zachował swą nazwę, otrzymując jednocześnie oznaczenie alfanumeryczne SP-575.
USS „Cythera” została przydzielona do eskadry patrolowej US Navy, bazującej w Gibraltarze. Brała udział w patrolach i eskorcie konwojów na Morzu Śródziemnym, dwukrotnie biorąc udział w ratowaniu rozbitków ze storpedowanych statków. Po zakończeniu działań wojennych okręt opuścił wody europejskie 21 grudnia 1918 roku i powrócił do Stanów Zjednoczonych. Zdemobilizowany 17 marca następnego roku, dwa dni później został zwrócony cywilnemu właścicielowi.
Po dwudziestodwuletnim okresie pokojowej służby, „Cythera” została ponownie zmobilizowana 31 grudnia 1941 roku. 12 stycznia przedstawiciele rodziny Harknessów przekazali jacht US Navy. Podczas remontu, przeprowadzonego w Philadelphia Navy Yard, jednostka została uzbrojona w dwa działa uniwersalne kal. 76 mm i 4 wielkokalibrowe karabiny maszynowe kal. 12,7 mm oraz zrzutnię bomb głębinowych. Wyposażono ją również w elektronikę, umożliwiającą wykrywanie okrętów podwodnych, w tym sonar i radionamiernik oraz instalację demagnetyzacyjną. Decyzją pełniącego wówczas obowiązki Sekretarza Marynarki Jamesa Forrestala, a wbrew zwyczajowi, nakazującemu nadawać jachtom patrolowym nazwy pochodzące od kamieni szlachetnych i minerałów, okręt zatrzymał dotychczasową nazwę, otrzymując przy tym numer PY-26. Dowódcą został wyznaczony 56-letni Lieutenant commander Thomas Wright Rudderow z United States Navy Reserve. Prace stoczniowe zakończono 28 lutego, zaś przejęcie okrętu przez marynarkę nastąpiło 3 marca 1942 roku.
1 maja 1942 roku, po zakończeniu okresu prób i zgrywania załogi, pochodzącej w znacznej części z US Navy Reserve, „Cythera” wyszła z bazy w Norfolk, kierując się w stronę Kanału Panamskiego a docelowo zmierzając do Pearl Harbor. Na jej pokładzie znajdowało się pięciu oficerów i 65 podoficerów i marynarzy. Następnego dnia o 6.41 rano, znajdujący się w odległości około 100 mil morskich na wschód od Cape Fear w Karolinie Północnej jacht został storpedowany przez U-402, dowodzonego przez Kapitänleutnanta Siegfrida von Forstnera. Wybuch dwóch z trzech wystrzelonych torped przełamał konstrukcję kadłuba, który błyskawicznie zaczął tonąć. Dodatkowo eksplodowały przewożone bomby głębinowe. Spośród 70 osób z załogi „Cythery” uratowało się jedynie dwóch marynarzy: Charles H. Carter i James H. Brown III, którzy zostali podjęci na pokład U-Boota i resztę wojny spędzili w obozie jenieckim w Niemczech.
Dwóch spośród oficerów „Cythery”: dowódca Lieutenant commander Thomas W. Rudderow i Ensign Robert E. Brister, zostali uhonorowani przez US Navy nadaniem ich imion dwóm niszczycielom eskortowym: USS "Rudderow" (DE-224) i USS "Brister" (DE-327). Nazwę „Cythera” nosił jeszcze jeden jacht patrolowy US Navy, USS "Cythera" (PY-31).